# Камбоджійський франк
Камбоджійський франк — монети французького протекторату Королівство Камбоджа, що карбувалися у другій половині XIX століття

## Історія
До XIX століття в Камбоджі монети не карбувалися, натомість використовувалися монети Сіаму та Бірми. Власне карбування розпочате при королі Анг Дуонгу, в 1847–1848 роках карбувалися мідні та срібні монети. Монетна система відповідала тайській та була заснована на Тікале.
Після підписання у 1863 році договору про французький протекторат в обігу використовувався французький франк, який не мав, однак, статусу законного платіжного засобу. Як і на інших територіях Південно-Східної Азії, використовувалося також срібне мексиканське песо.
При королі Нородомі I були випущені латунні монети в 1, 10, 20 і 25 сантимів. Дата карбування на монетах не вказана, імовірно вони карбувалися у 1875–1904 роках.
При тому ж королі в Брюсселі були викарбувані монети з портретом короля, датою «1860» і номіналом у франках або сантимах:
- звичайні монети: бронзові 5, 10 сантимів, срібні 25, 50 сантимів, 1, 2, 4 франка;
- пробні монети (з написом «Essai»): бронзові 5, 10 сантимів, срібні 25, 50 сантимів, 1, 2, 4 франка, золоті 10 сантимів;
- монети, що відрізняються від звичайних монет металом: золоті 5, 10, 25, 50 сантимів, 1, 2, 4 франка;
- монети, що відрізняються від звичайних монет товщиною (пьедфорт): бронзові 5, 10 сантимів, срібні 20, 50 сантимів, 1, 2, 4 франка.

Немає точних даних, чи були фактично ці монети випущені в обіг. Ймовірно, монети карбувалися не в 1860, а у 1875 році.
Викарбувані були також:
- срібні, бронзові, латунні і мідні пробні жетони з портретом короля, написом «Проба монетного преса короля Камбоджі», датою «1875» і зазначенням виробника — «Mennig Freres, Brussel»;
- монети з номіналом 1 піастр — 1 песо: срібні (пробна, звичайна та п'єдфорт) і золоті.

У 1878 році грошовою одиницею французьких володінь в Індокитаї був оголошений індокитайський піастр, право випуску якого було надано приватному французькому Банку Індокитаю. Фактично піастр був випущений в обіг 22 грудня 1896.